# Orden des Adlers von Este

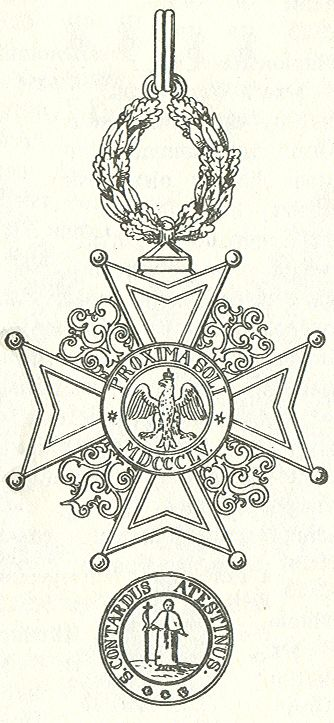
Orden des Adlers von Este

Der Orden des Adlers von Este wurde am 27. Dezember 1855 von Herzog Franz V. von Modena als Zivil- und Militärverdienstorden in drei Klassen gestiftet. Mit Gründung des Königreiches Italien 1861 erlosch der Orden, wurde aber von seinem Gründer im Exil noch weiterhin verliehen.

## Ordensklassen

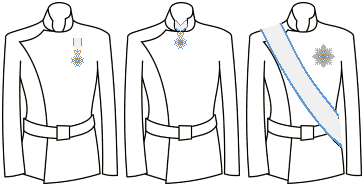
Trageweise des Ordens (v. l. n. r.) III. bis I. Klasse

- Großkreuz
- Kommandeur
- Ritter

## Ordensdekoration
Das Ordenszeichen ist ein achtspitziges weißemailliertes goldgerändertes Malteserkreuz, dessen Spitzen mit kleinen goldenen Kügelchen besetzt ist. Zwischen den Kreuzwinkeln befinden sich Verzierungen. Im blauen Medaillon des Kreuzes, umgeben von einem weißemaillierten Ring mit der Inschrift PROXIMA SOLI MDCCCLV., der gekrönte weiße Adler von Este-Modena. Rückseitig im Medaillon die Abbildung des Schutzheiligen von Modena. Umlaufend in goldener Schrift S. CONTARDUS ATESTINUS.
Für Zivilverdienste ist zwischen Kreuz und Tragering ein grüner Eichenkranz und für Militärverdienste Trophäen angebracht.
Das Ordensband ist weiß mit zwei blauen Bordstreifen.
Das Großkreuz wurde mit einer Schärpe über die rechte Schulter zur linken Hüfte und mit einem achtstrahligen Bruststern getragen. Kommandeure trugen einen Halsorden, Ritter den Orden am Band.